# أتباع الولاية
أتباع الولاية (بالفارسية: رهروان ولایت) كانت كتلة برلمانية أصولية إيرانية نشطت خلال المجلس التشريعي التاسع لجمهورية إيران الإسلامية (2012-2016). بقيادة علي لاريجاني، كان الهدف أن تصبح حزبًا سياسيًا رسميًا في عام 2015 للتنافس في الانتخابات التشريعية لعام 2016، ولكن لم يحدث ذلك  وتحالف أعضائها الرئيسيون مع ائتلاف الإصلاحيين. 

## المناصب
جوهر الكتلة هو الأصولية الإيرانية ونظرا لاتخاذها مواقف معتدلة، فإنها تحتوي على بعض الأعضاء الإصلاحيين والمستقلين.
دعمت الكتلة بشكل عام حكومة حسن روحاني منذ أن تولى المنصب دعمت بنجاح خطة العمل الشاملة المشتركة، وتقديم قانون العمل المتبادل للحكومة والتصويت لتمريره. 

## روابط خارجية
- الموقع الرسمي